# Tapo (distrito)
Tapo é um distrito do peru, departamento de Junín, localizada na província de Tarma.

## Transporte
O distrito de Tapo é servido pela seguinte rodovia:
- JU-103, que liga o distrito de Jauja à cidade de Palca [1][2][3]